# Самаель
Самае́ль, Самаї́л (Sam — отрута, El — бог) — персонаж талмудичних і постталмудичних текстів, архангел, втілення та причина смерті людей.
У різних традиціях Самаель виступає як на стороні Бога так і на стороні Сатани (а інколи і асоціюється з ним). Тексти різного ступеня канонічності приписують Самаелю численні шкідливі для юдеїв і людей взагалі вчинки впродовж історії. Іноді згадується як чоловік Ліліт і співправитель світу.

## Етимологія
Ім'я Самаель розшифровується як «отрута Бога». Воно вказує на уособлення смерті в подобі янгола, що вбиває людей краплею отрути. Однак можливо, що це ім'я походить від імені сирійського бога Шемаля. Через уявлення, що промовляння його імені прикличе Самаеля, в розмовній мові його скорочують до перших двох літер.

## Образ і заняття
Самаель згадується в тлумаченнях Тори як керівник демонів, але також і янголів. Іноді ототожнюється з Люцифером і втілює принцип зла, протистоячи архангелу Михаїлу. Разом із тим його приписується робота забирати життя людей за наказом Бога. Смерть розуміється тут як кара за вчинення гріха. Тому існує уявлення, що хто живе цілком згідно з Торою, не може померти. Легенда з трактату Сота повідомляє, що Самаель не має влади вбивати тільки в місті Луз. Подібна легенда існувала в Ірландії в середні віки.
Поміж описів його зовнішності наводяться 12 крил, безліч очей і меч (іноді ніж), на якому міститься крапля отруйної жовчі. Коли людина невдовзі помре, Самаель стає біля її голови і струшує краплю жовчі їй до рота. Після цього людина помирає, а її тіло згниває. Серед інших рис Самаеля можуть вказуватися палаючі та косі очі, роги та величезний зріст (рівний шляху тривалістю 500 років).
В апокрифічній та рабинській літературі лише Мойсей помер не через Самаеля, а через поцілунок Бога. Коли він відвідав Мойсея перед його смертю, пророк сказав, що янгол смерті не має влади біля нього. Цар Соломон нібито зустрів Самаеля та дізнався, що той хоче забрати двох його прекрасних писарів. Соломон послав писарів у місто Луз, але вони померли дорогою туди.
Асоціюється з планетою Марс, лівою стороною, північчю і вівторком.
Різні автори приписують Самаелю спричинення різних негативних подій легендарної давньоєврейської історії. А саме: посадка дерева пізнання в Едемському саду; керування або посилання змія, щоб спокусити Єву; запліднення Єви Каїном; спроба відмовити Авраама від принесення в жертву Ісаака; спричинення смерті Сари, дружини Авраама; спроба вбити Якова, коли він був ще в утробі матері; звинувачення Ізраїлю перед Богом під час виходу з Єгипту; вселення в Золотого тельця; кепкування з Мойсея; вбивство пророка Ісаї; підбурення армій проти Бога. Самаелю в пустелю надсилався цап відпущення на Йом-Кіпур. Наприкінці днів Самаель буде переможений Михаїлом, закутий у ланцюги та відданий Ізраїлю для здійснення справедливості.

## Згадки в релігійній літературі
Самаель вперше згадується в апокрифічній Першій книзі Еноха, написаній у III — кінці I ст. до н. е. В цьому тексті він є одним із кількох янголів, які повстали проти Бога, щоби вступити в зв'язок із людськими жінками. В Другій книзі Еноха, яка, ймовірно, була написана в I ст. н. е., Самаеля названо князем демонів і чаклуном.
В Апокаліпсисі Баруха, написаному, ймовірно, близько 100 року н. е., Самаель згадується як той, хто посадив дерево пізнання, за що був вигнаний Богом з небес. Заздрячи Адаму, що жив у Едемі, Самаель вдав із себе змія, щоб спокусити Єву та змусити обох уперше згрішити.
У «Вознесіння Ісаї» Самаель тотожний Дияволу, Беліалу й Сатані, втілює все зло та діє через людство. Середньовічні єврейські тексти описують Самаеля дедалі могутнішим. Текст мідрашу Пірке де раббі Еліезер називає Самаеля очільником бунтівних янголів і вперше приписує йому багато історичних злочинів. Згадується також у текстах єврейського містицизму «Меркава та Хехалот», «Сефер ха-Бахір», одному з основоположних текстів кабали. В «Трактаті про ліву еманацію» рабина Ісаака Хакоена Самаеля вперше згадано як чоловіка Ліліт. Самаель та Ліліт постають як злі двійники Адама та Єви, правителі «лівого боку», супротивного Богу. Хакоен вважав, що знищення пари Самаеля та Ліліт стане вирішальною подією. перед приходом месії. Книга Зоар наводить дуалістичну космологію, де Самаель і Ліліт є співправителями «лівого боку» світобудови, яким не керує Бог.

## У масовій культурі
Самаель — персонаж коміксів журналу «Heavy Metal» і відеогри Darksiders (2010), янгол-відступник. У грі вершник апокаліпсису Війна звільняє Самаеля, щоб той допоміг повернути втрачену силу Війни. Крила Самаеля там перевернуті, як посилання на ангелів, яких він зрадив. У іграх серії Shin Megami Tensei Самаель є одним із босів, крилатим «царем змій».
«Samael» — швейцарський музичний індастріал-метал гурт, заснований у 1987 році.